# 平塚市警察
平塚市警察（ひらつかしけいさつ）は、かつて存在した神奈川県平塚市の自治体警察である。1948年（昭和23年）3月7日に警察法（旧警察法）が施行されて神奈川県警察部が解体されたことにともない平塚市と中郡大野町による組合警察（一部事務組合）が設置した平塚市大野町警察を前身とする。その後、大野町が自治体警察を返上したため、1951年（昭和26年）10月1日に平塚市単独の自治体警察として平塚市警察が発足した。
平塚市新宿の平塚市警察署の他に5つの派出所と9つの駐在所をおき、当時の平塚市全域を管轄区域としていた。1954年（昭和29年）の警察法の全面改正により、同年6月30日をもって廃止された。

## 沿革

### 平塚市大野町警察の成立
太平洋戦争後に日本を占領した連合国軍最高司令官総司令部は、1947年（昭和22年）10月9日に、戦前の中央集権的な警察制度を解体して自治体警察と国家地方警察を設置することを柱とする警察制度改革の具体策を決定した。これに沿う形で日本政府は同年12月17日に警察法を成立させ、翌1948年（昭和23年）3月7日に施行された。これにより、市および人口5,000人以上の市街的町村には、市町村長の下に設置される公安委員会が管理する自治体警察を置くこととされ、神奈川県では8市21町1村が該当するものとされた。
平塚市と中郡大野町もこの対象となったが、両市町は警察組合（一部事務組合）を設置して共同で自治体警察を運営することとし、ここに自治体警察「平塚市大野町警察」が成立した。この警察組合は、平塚市長を組合長、大野町長を副組合長とし、平塚市議8人・大野町議7人からなる組合議会によって運営された。
平塚市大野町警察は、平塚市と大野町の全域を管轄区域とし、平塚市新宿980番地の平塚市大野町警察署のほか、4つの派出所と8つの駐在所を置いた。警察長兼警察署長は松崎重吉（警視）、職員の定員は86名であった。

### 大野町の離脱と平塚市警察の成立
自治体警察は設置当初から困難を抱えてのスタートとなった。自治体警察の経費は1948年（昭和23年）7月以降は各自治体負担とされたため自治体警察を置く自治体の財政を圧迫したが、一方では頻発する警備事案など治安情勢の悪化により警察力の強化が求められていた。こうした状況を受けて1951年（昭和26年）6月12日に警察法が一部改正され、町村については住民投票で自治体警察の存廃を決めることができることとなった。
大野町では同年8月10日の町議会で自治体警察廃止の住民投票を行うことを決定（賛成20、反対0）。同年8月20日告示・9月10日投票で実施された住民投票の結果は、賛成1,852、反対346、無効66となり、大野町は同年9月30日付で自治体警察を返上して国家地方警察の管轄となった。
これにより平塚市大野町警察組合も解消し、平塚市が単独で「平塚市警察」を設置することとなり、平塚市大野町警察署も平塚市警察署として再スタートを切った。

### 廃止
しかし、その後も警察法の再検討を求める声は止まず、1950年（昭和25年）に朝鮮戦争が始まると、治安体制の強化と警察運営の一元化・効率化は焦眉の課題となった。最終的に、1954年（昭和29年）7月1日に警察法が全面的に改正され、自治体警察・国家地方警察を解消して新たに都道府県警察が設置されることになり、平塚市警察は消滅した。
なお、平塚市警察署は神奈川県平塚警察署となり、改めて平塚市と大野町を管轄することとなった。

## 組織
平塚市公安委員会の管理・運営の下で警察長兼警察署長（警視）が全体を統括し、警察署長を補佐する署僚警部1名が置かれた。
1949年（昭和24年）時点における平塚大野警察組合の組織機構
- 組合長（平塚市長）
- 副組合長（大野町長）
  - 収入役
  - 事務局
    - 主任
    - 庶務係
    - 経理係
- 公安委員会
- 警察長（署長兼務）
  - 署長
  - 署僚
    - 外勤主任乙部
    - 外勤主任甲部
      - 派出所
      - 駐在所
      - 留置所
      - 検問所

    - 内勤主任
      - 交通係
      - 営業係
      - 衛生係

    - 経済防犯主任
      - 経済防犯係

    - 司法主任
      - 刑事係
      - 鑑識係

    - 公安主任
      - 公安係
      - 渉外係

    - 主計主任
      - 主計係

    - 警務主任
      - 警務係

1951年（昭和26年）10月1日の平塚市警察としての発足時点で、警察署1か所・派出所5か所（警部補派出所1か所・巡査派出所4か所）・駐在所9か所を置き、職員の定員は90名（警察長1名・警部2名・警部補7名・巡査部長9名・巡査59名・その他職員12名）であった。